# 佐久間神社

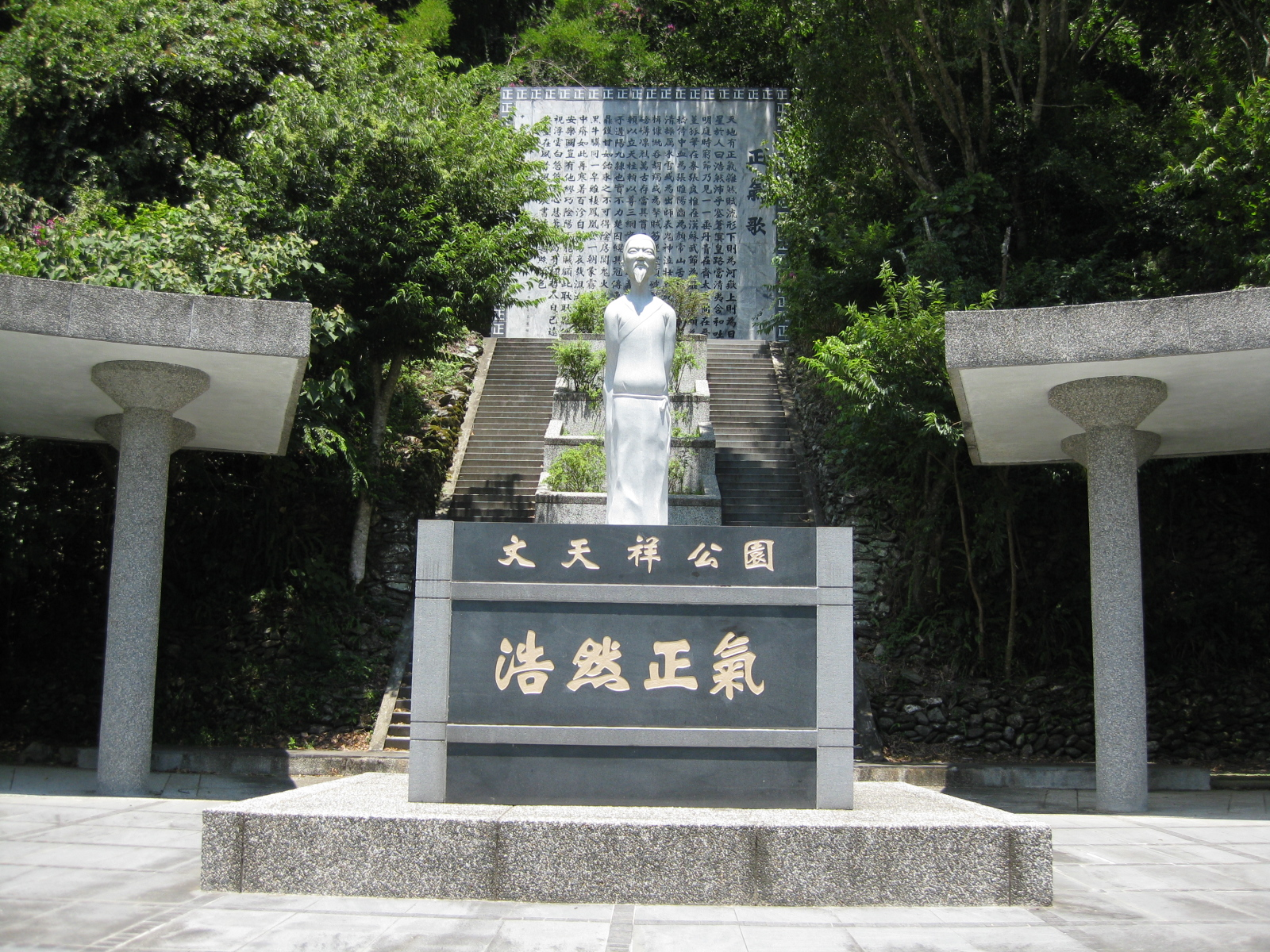
文天祥石像。文天祥公園原是日治時期的佐久間神社。

佐久間神社是臺灣日治時期存在於臺灣花蓮港廳花蓮郡的神社，社格為無格社。該神社之設立乃是日本政府為紀念其在太魯閣之役的功績而建於大正12年（1923年），供奉大己貴命與第五任臺灣總督佐久間左馬太。原址為現在的太魯閣國家公園裡的天祥，該地在1960年完成中橫公路後，立了文天祥的銅像而改為「文天祥公園」。

## 沿革
據筒井太郎《東部臺灣案內》的說法，研海支廳的藩地警察官相當仰慕佐久間大將的偉業，為了將其永遠傳頌，且作為研海支廳居民的鎮守者，遂挑選原本內太魯閣支廳所在地的塔比多社建立神社。神社的設立申請由首任研海支廳長永井國次郎等49氏子代表於大正十一年（1922年）提出，同年11月8日獲准營造許可，之後本殿、拜殿、手水舍與鳥居在該年5月30日完工，耗資749日圓15錢，後於12月8日舉行鎮座祭，社務所則在隔年1月10日竣工，耗資546日圓。
二次大戰後，在1945年9月2日、10日、30日分別有三次颱風侵襲當地，導致合歡越嶺道等道路重創，該神社亦受損，後於1950年代重新探勘、開鑿中橫公路時被中華民國政府順勢拆除。後來時任總統的蔣中正在1961年造訪當地時將地名改為「天祥」，不久之後神社舊址豎立了文天祥石像與正氣歌石碑。

## 注解
1. ↑  天祥舊稱「塔比多」，因為是取音而來的寫法，因此也有文獻寫成「塔比哆」、「大北投」、「大北斗」。

## 外部連結
- 海外神社（跡地）に関するデータベース　神奈川大学 21世紀COEプログラム - 佐久間神社（页面存档备份，存于）
- 元佐久間神社の狛犬[永久]